# Done by the Forces of Nature
Az 1989-es Done by the Forces of Nature a Jungle Brothers második nagylemeze. Az album címe a Bhagavad-gíta egy sorára utalhat.
Az album a 46. helyig jutott a Billboard Top R&B/Hip Hop Albums listán. A kritikusok lelkesen dicsérték, mára a hiphop aranykorának klasszikusává vált, minden idők egyik legnagyobb hatású hiphop-albumának tartják. Szerepel az 1001 lemez, amit hallanod kell, mielőtt meghalsz című könyvben.

## Az album dalai
|     | Cím                                                                               | Szerző(k)                                            | Hossz |
| --- | --------------------------------------------------------------------------------- | ---------------------------------------------------- | ----- |
| 1.  | Beyond This World                                                                 | Jungle Brothers                                      | 4:08  |
| 2.  | Feelin' Alright                                                                   | Jungle Brothers                                      | 3:35  |
| 3.  | Sunshine                                                                          | Jungle Brothers                                      | 3:44  |
| 4.  | What U Waitin' 4?                                                                 | Jungle Brothers                                      | 4:02  |
| 5.  | U Make Me Sweat                                                                   | Jungle Brothers                                      | 3:59  |
| 6.  | Acknowledge Your Own History (Vinia Mojica-val)                                   | Jungle Brothers                                      | 3:38  |
| 7.  | Belly Dancin' Dina                                                                | Jungle Brothers                                      | 3:41  |
| 8.  | Good Newz Comin'                                                                  | Jungle Brothers                                      | 4:37  |
| 9.  | Done by the Forces of Nature (Jungle DJ Towha Towha-val)                          | Jungle Brothers                                      | 3:47  |
| 10. | Beeds on a String                                                                 | Jungle Brothers                                      | 3:32  |
| 11. | Tribe Vibes                                                                       | Jungle Brothers                                      | 3:53  |
| 12. | J. Beez Comin' Through                                                            | Jungle Brothers                                      | 3:32  |
| 13. | Black Woman (Caron Wheeler)                                                       | Jungle Brothers                                      | 3:54  |
| 14. | In Dayz 2 Come                                                                    | Jungle Brothers                                      | 3:54  |
| 15. | Doin' Our Own Dang (közreműködik De La Soul, Queen Latifah, Q-Tip and Monie Love) | De La Soul, the Jungle Brothers, Q-Tip, Sister Monie | 4:16  |
| 16. | Kool Accordin' "2" a Jungle Brother                                               | Jungle Brothers                                      | 1:55  |

## Közreműködők
- Jungle Brothers – design, producer
- DJ Red Alert – executive producer, keverés
- A Tribe Called Quest – előadó
- De La Soul – előadó
- KRS-One – előadó
- Monie Love – előadó
- Gregg Mann – hangmérnök
- Greg Curry – hangmérnök
- Dr. Shane Faber – keyboards, hangmérnök
- Abdullah Rahman – művészi munka
- DJ Towa – design
- DJ Towa Towa – előadó
- Caron Wheeler – előadó

## Fordítás
Ez a szócikk részben vagy egészben a Done by the Forces of Nature című angol Wikipédia-szócikk ezen változatának fordításán alapul.  Az eredeti cikk szerkesztőit annak laptörténete sorolja fel. Ez a jelzés csupán a megfogalmazás eredetét és a szerzői jogokat jelzi, nem szolgál a cikkben szereplő információk forrásmegjelöléseként.